# 库尔特·霍恩菲舍尔
库尔特·霍恩菲舍尔（德語：Kurt Hornfischer，1910年2月1日—1958年1月18日），德国男子摔跤运动员。他曾代表德国参加1936年夏季奥林匹克运动会摔跤比赛，获得男子古典式重量级铜牌。